# Грунландсекаде
Грунландсекаде (нід. Groenlandsekade) — селище в нідерландській провінції Утрехт. Входить до муніципалітету Де-Ронде-Венен.